# 密碼雜湊函數

一个工作中的密碼雜湊函數 (特定的, SHA-1)。注意，源输入再微小的变化（“over”这个词）也会使所产生的输出发生急剧变化，通过所谓的雪崩效应的原理。

密碼雜湊函數（英語：Cryptographic hash function），又譯為加密雜湊函数、密碼散列函數，是散列函數的一種。它被認為是一種單向函數，也就是说极其难以由散列函數輸出的結果，回推輸入的資料是什麼。这样的单向函数被称为“现代密码学的驮马”。這種散列函數的輸入資料，通常被稱為訊息（message），而它的輸出結果，經常被稱為訊息摘要（message digest）或摘要（digest）。
在信息安全中，有許多重要的應用，都使用了密碼雜湊函數來實作，例如數位簽章，訊息鑑別碼。

## 特性
一個理想的密碼雜湊函數應該有四個主要的特性：
- 對於任何一個給定的訊息，它都很容易就能運算出雜湊數值。
- 难以由一個已知的雜湊數值，去推算出原始的訊息。
- 在不更動雜湊數值的前提下，修改訊息內容是不可行的。
- 對於兩個不同的訊息，只有極低的機率會產生相同的雜湊數值。